# 申亮亮
申亮亮（1987年8月4日—2016年6月1日），河南溫縣人，中國駐马里維和部隊士兵。2005年入伍，2016年6月1日下午（UTC+1）在非洲马里執行維和任務時遇到恐怖襲擊而殉職。2019年9月16日被追授“人民英雄”国家荣誉称号。